# Battlestar Galactica (serie televisiva)
Battlestar Galactica è una serie televisiva statunitense di genere fantascientifico parte dell'omonimo franchise. La serie venne creata da Ronald D. Moore come remake della serie televisiva Galactica del 1979 creata da Glen A. Larson. Sul canale Sci Fi Channel venne trasmessa nel dicembre 2003 la miniserie televisiva omonima che ne costituisce una sorta di backdoor pilot. La serie andò in onda per quattro stagioni televisive, dal 2004 al 2009. In Italia è stata invece trasmessa in prima serata su Rai 4 dal 4 settembre 2009 al 18 giugno 2010.
La serie ha ricevuto il plauso dalla critica, ottenendo un Peabody Award nel 2005 e un Program of the Year Award da parte della Television Critics Association, così come numerose nomination agli Emmy per la sceneggiatura e la regia.

## Trama
Le vicende della serie seguono quelle narrate nella miniserie televisiva.

### Prima stagione
Dopo lo sterminio cylone, la specie umana conta solo 49.998 sopravvissuti. Il Comandante William Adamo guida la Flotta Coloniale a bordo del Galactica, unica astronave militare salvatasi dall'attacco alle Dodici Colonie, mentre Laura Roslin assume la difficile carica di presidente presso il Colonial One. Insieme guidano l'umanità verso una nuova casa, la leggendaria tredicesima colonia nota come Terra. La Flotta è sottoposta a continui attacchi da parte dei Cyloni, e fatica a restare unita dopo ogni salto. I piloti di Viper, tra i quali spicca il tenente Kara "Scorpion" Thrace, sono sotto il comando di Lee Adamo, figlio del comandante. Lo scienziato Gaius Baltar, il responsabile dell'attacco cylone, è anch'egli a bordo della Flotta e tenta di conquistare la fiducia dei piani alti costruendo un congegno in grado di rilevare la natura di un cylone umanoide.
Allo stesso tempo inizia ad avere visioni del cylone che lo sedusse su Caprica, Numero Sei, che sostiene di essere un angelo di Dio. Il Tenente Sharon "Boomer" Valerii scopre di essere una copia dormiente del Numero Otto e tenta di uccidere William Adamo. Nel frattempo, Scorpion si reca a Caprica per recuperare la Freccia di Apollo, un antico manufatto che secondo le Scritture aprirebbe le porte della Tomba di Atena, luogo mistico che aiuterebbe l'umanità a trovare la rotta verso la Terra. Sul pianeta si unisce a Karl Agathon, che ha vissuto gli ultimi mesi con una copia del Numero Otto credendo che questa fosse Boomer.

### Seconda stagione
Kara e Agathon tornano sul Galactica, mentre Anders (capo della resistenza su Caprica) è costretto ancora una volta a restare indietro. Con la Freccia di Apollo, la Flotta raggiunge Kobol e la Tomba di Atena. La copia Numero Otto che ingannò Agathon su Caprica si imbarca sul Galactica, mentre Boomer viene uccisa. In seguito viene rivelato come i cyloni umanoidi siano in grado di resuscitarsi trasferendo la propria coscienza all'interno di un altro corpo, ma solo nei dintorni di una Nave Resurrezione costruita appositamente. Caprica Sei riuscì in questo modo a salvarsi dall'attacco delle Dodici Colonie, tornando a far parte della comunità cylone. Il cylone risulta essere ancora legata a Gaius Baltar, di cui vede e percepisce una proiezione. La Flotta viene in contatto con la Base Stellare Pegasus, anch'essa scampata all'attacco cylone.
Adamo lascia il comando a Helena Cain, un ufficiale con un grado più alto rispetto ad Adamo. Tra Adamo e Cain l'attrito cresce sempre di più finché entrambi ordiscono l'esecuzione l'uno dell'altra. L'ammiraglio Cain viene infine uccisa da un Cylone e il comando torna nelle mani di Adamo. Numero Otto, incinta di Karl Agathon, dà alla luce Hera, primo ibrido cylone-umano che potrebbe rivelarsi la chiave del destino di entrambi i popoli. A Kara Thrace viene data l'occasione di poter tornare su Caprica con una squadra di soccorso per prelevare Anders e i suoi uomini e condurli sulla Flotta. Gaius Baltar vince le elezioni presidenziali proprio quando la Flotta ha trovato un pianeta su cui insediarsi, New Caprica.
Un anno dopo, il pianeta è stato invaso dai Cyloni, che hanno facilmente tolto il potere a un debole Gaius Baltar. Il colonnello Tigh, Anders e Galen Tyrol guidano la Resistenza, mentre Laura Roslin e Kara Thrace sono tenute prigioniere. William Adamo e suo figlio Apollo si trovano invece in orbita intorno al pianeta, sul Galactica, indecisi sul da farsi.

### Terza stagione
Kara Thrace, ora moglie di Samuel Anders, è tenuta prigioniera da una copia del Numero Due, Leoben Conoy, che insiste nel dirle di avere un destino speciale. Il Colonnello Tigh si vede costretto a sacrificare la moglie Ellen, complice dei Cyloni. Grazie alla Resistenza e all'opera dell'Ammiraglio Adamo, numerosi sopravvissuti riescono a fuggire da New Caprica. Il pianeta viene abbandonato e sul Galactica inizia la caccia ai collaborazionisti, mentre Gaius Baltar si unisce ai Cyloni. Sharon Agathon si arruola nella Flotta e le viene dato il nome di battaglia "Athena". In ricognizione su un pianeta ricco d'alghe, Tyrol scopre la presenza del leggendario Tempio dei Cinque, che secondo le Scritture contiene l'Occhio di Giove, un manufatto in grado di puntare verso la Terra.
Nel frattempo, una delegazione di Cyloni si reca sullo stesso pianeta e una Numero Tre, D'Anna, riesce per la prima volta ad avere una visione che le rivela i volti degli Ultimi Cinque, i cinque cyloni originari che crearono le successive otto serie. Gaius Baltar viene catturato dalla Flotta coloniale, mentre tutte le copie Numero Tre vengono ibernate affinché il segreto degli Ultimi Cinque non venga rivelato. Kara Thrace, perseguitata dalle visioni di Leoben e della sua infanzia, rimane uccisa mentre insegue un caccia cylone. Lee Adamo decide di difendere Gaius Baltar in tribunale, accusato di crimini contro l'umanità, e riesce infine a scagionarlo.
Il Colonnello Tigh, l'assistente di Laura Roslin Tory Foster, Galen Tyrol e Samuel Anders scoprono di essere quattro degli Ultimi Cinque cyloni. Si accordano per mantenere il segreto, e prestano giuramento nei confronti della Flotta coloniale. Kara Thrace riappare due mesi dopo la sua morte all'interno di un Viper, sostenendo di essere stata sulla Terra e di potervi condurre la Flotta.

### Quarta stagione
L'Ammiraglio Adamo, che insieme a suo figlio Apollo è uno dei pochi a credere a Kara, le affida il comando dell'astronave Demetrius e una truppa con cui raggiungere la Terra. Gaius Baltar viene ospitato da una setta di cui diventa presto il leader e tramite la quale diffonde la sua rinnovata fede monoteista. La missione di Kara si conclude quando la Demetrius entra in contatto con una base nemica e Scorpion si allea con un gruppo di cyloni ribelli che come i coloniali desiderano raggiungere la Terra e porre fine ai conflitti. Gli Ultimi Cinque vengono improvvisamente attratti da un segnale proveniente dal Viper di Scorpion. Seguendone la rotta, la Flotta raggiunge la Terra, che risulta però essere disabitata, altamente radioattiva e in piena rovina.
L'umanità si rimette in viaggio, ma l'amara delusione provoca numerosi suicidi (tra i quali quello della moglie di Lee Adamo, Anastasia Dualla) e altrettante rivolte. Il quinto degli Ultimi Cinque fa ritorno sul Galactica: è Ellen Tigh, la moglie del Colonnello. Insieme a lei giunge Boomer, che rapisce Hera, la figlia di Karl Agathon e Athena. Bill Adamo organizza una spedizione di volontari che scagli un ultimo, pesante attacco alla Colonia, base cylone dove viene tenuta prigioniera Hera. La missione ha miracolosamente successo, ma il Galactica è ormai allo stremo delle forze. Adamo ordina a Kara Thrace di far saltare l'astronave in un luogo qualsiasi, pur di allontanarla dai cyloni.
La Flotta si ricongiunge (grazie a Scorpion e alle coordinate ottenute dalla canzone che le aveva insegnato il padre) presso un pianeta ricco d'acqua e d'ossigeno, abitato da ominidi primitivi: viene designato come nuova casa dell'umanità, e viene pertanto chiamato anch'esso Terra. Con l'intenzione di eliminare ogni residuo di tecnologia bellica, l'intera Flotta navale viene svuotata di tutto il necessario per poi essere abbandonata, diretta alla distruzione verso il sole. Laura Roslin passa gli ultimi giorni di vita sul pianeta, prima di morire di cancro. Gaius Baltar, Caprica Sei, Athena, Agathon, Tigh, sua moglie Ellen, Adamo e suo figlio Lee si stabiliscono sul pianeta. Kara Thrace, avendo compiuto il suo destino, svanisce nel nulla. 150000 anni dopo, a New York, le proiezioni di Gaius Baltar e Caprica Sei camminano per strada chiedendosi se i conflitti tra gli uomini e i robot siano davvero finiti e quali siano i piani di Dio al riguardo.

## Episodi
| Stagione         | Episodi  | Prima TV USA/UK | Prima TV Italia |
| ---------------- | -------- | --------------- | --------------- |
| Prima stagione   | 13       | 2004-2005       | 2006            |
| Seconda stagione | 20       | 2005-2006       | 2006            |
| Terza stagione   | 20       | 2006-2007       | 2007            |
| Film TV          | Razor    | 2007            | 2010            |
| Quarta stagione  | 21       | 2008-2009       | 2009-2010       |
| Film TV          | The Plan | 2009            | 2010 (DVD)      |
| Webisodi         | 27       | 2006-2009       | DVD             |

## Personaggi e interpreti
- Comandante William Adamo, interpretato da Edward James Olmos
- Presidente Laura Roslin, interpretata da Mary McDonnell
- Tenente Kara "Scorpion" Thrace, interpretata da Katee Sackhoff
- Capitano Lee "Apollo" Adamo, interpretato da Jamie Bamber
- Dottor Gaius Baltar, interpretato da James Callis
- Numero Sei / "Caprica", interpretata da Tricia Helfer
- Tenente Sharon "Boomer" Valerii, interpretata da Grace Park
- Colonnello Saul Tigh, interpretato da Michael Hogan
- Sottoufficiale Capo Galen Tyrol, interpretato da Aaron Douglas
- Tenente Karl "Helo" Agathon, interpretato da Tahmoh Penikett
- Tenente Felix Gaeta, interpretato da Alessandro Juliani
- Sottoufficiale Anastasia "Dee" Dualla, interpretata da Kandyse McClure
- Callandra "Cally" Handerson, interpretata da Nicki Clyne
- Samuel T. Anders, interpretato da Michael Trucco
- Ellen Tigh, interpretata da Kate Vernon, doppiata da Valeria Perilli
- Tory Foster, interpretata da Rekha Sharma, doppiato da Giò Giò Rapattoni
- Numero Uno / John Cavil, interpretato da Dean Stockwell
- Numero Due / Leoben Conoy, interpretato da Callum Keith Rennie
- Numero Tre / D'Anna Biers, interpretata da Lucy Lawless
- Numero Quattro / Simon O'Neill, interpretata da Rick Worthy
- Numero Cinque / Doral, interpretata da Matthew Bennett

## Produzione

### Genesi
Nei 25 anni trascorsi dall'improvvisa conclusione della serie originale fino alla messa in onda del recente prodotto televisivo si erano alternati vari tentativi per mantenere o riportare in vita le storie e i personaggi originali, senza però ottenere alcun successo, oppure trasmettendo pochi episodi rimasti, rivelatisi poi dei veri e propri fiaschi.
Nel 2002 SciFi annunciò però la volontà di produrre un episodio pilota in due puntate di una eventuale serie remake, ridisegnando in parte l'ambiente, la storia e i personaggi della serie originale; allo scopo di ottenere un risultato soddisfacente, si affida all'inventiva di Ronald D. Moore, già veterano di Star Trek.
Il consenso del pubblico americano ed i riconoscimenti accademici della Visual Effects Society, che nel 2004 assegna alla miniserie Battlestar Galactica un VES Award per gli effetti speciali visivi in aggiunta a due nomination per il compositing e la realizzazione di modelli e miniature, hanno poi convinto la SciFi della bontà del prodotto e hanno rafforzato la convinzione di produrre una serie televisiva completa.
Nel corso del 2007, i produttori della serie hanno annunciato che la quarta stagione sarebbe stata l'ultima.
Nell'agosto 2008, SciFi ha confermato l'intenzione di produrre un film TV di Battlestar Galactica diretto da Edward James Olmos. Il film, intitolato Battlestar Galactica: The Plan, è andato in onda nel novembre 2009 negli USA.

### Riprese
Per ottenere un coinvolgimento completo dello spettatore nell'azione, nei sentimenti e nelle paure dei personaggi viene utilizzato uno stile documentaristico di ripresa, che aumenta il realismo delle scene girate. Gli effetti speciali si adattano efficacemente allo stile di ripresa dinamico e il montaggio delle scene girate da inquadrature multiple conferisce allo spettatore la sensazione di essere immerso nelle vicende e nei combattimenti.

## Colonna sonora
Bear McCreary è il principale compositore delle musiche della serie televisiva, dopo aver assistito Richard Gibbs per il lavoro sulla miniserie. Quando la serie venne scelta dal network SyFy, Gibbs decise di non dedicarsi a tempo pieno alla produzione della serie, così il timone passò a McCreary, che si occupò di più di 70 episodi. Sono stati pubblicati sei album della colonna sonora, e ciascuno di essi ha ricevuto grande acclamazione da parte della critica. Maureen Ryan del Chicago Tribune ha descritto la musica come «sensazionale» e «innovativa», Joanna Weiss del The Boston Globe ha definito McCreary un «compositore visionario» che ha fatto molto per creare «la ricca atmosfera di Battlestar Galactica», Alan Sepinwall di The Star-Ledger ha descritto il lavoro di McCreary come «trascendente» mentre Variety ha dichiarato che «Galactica oggigiorno offre la musica più innovativa della televisione».
La musica di Battlestar Galactica sfoggia un'ampia varietà di influenze etniche. Talvolta a McCreary fu concesso l'uso di un'intera orchestra, integrata da numerosi strumenti etnici (un flauto traverso cinese, un flauto di bambù indiano, un duduk armeno, un violino cinese, un liuto turco, un tamburo mediorientale, un tamburo taiko giapponese) e un coro di dodici voci.
La sigla iniziale, composta da Richard Gibbs, è divisa in due parti: la seconda (definita "taiko drums") venne composta con strumenti a percussione giapponesi; la prima è invece cantata e recita un mantra gāyatrī:
(mantra gāyatrī)

## Spin-off
- Caprica (2010), serie ambientata 52 anni prima della Caduta delle Dodici Colonie.
- Battlestar Galactica: Blood & Chrome (2012), ambientato durante la prima Guerra cylone.
Nel marzo 2010 SyFy aveva fatto sapere che era in progetto una serie di webisodi con protagonista un giovane William Adamo, ambientati durante la prima Guerra cylone. L'ispirazione è derivata dalle sequenze flashback del film TV Battlestar Galactica: Razor, ambientate proprio alla fine della guerra con lo stesso protagonista. L'obiettivo è di coniugare le atmosfere da space opera militare di Battlestar Galactica[10] con il dramma familiare di Caprica. Il film verrà diviso in 10 mini-episodi di una decina di minuti ciascuno, che verranno pubblicati su YouTube. Il primo mini-episodio andrà in onda il 9 novembre, i successivi nell'arco di quattro settimane. Il film verrà poi trasmesso su SyFy nel corso del 2013. In Italia è andato in onda il 30 agosto 2014 alle 23:20 su Italia 2.